# Cloonacool
Cloonacool is een plaats in het Ierse graafschap Sligo.